# El límite del amor
El límite del amor és una pel·lícula dramàtica espanyola del 1976 dirigida per Rafael Romero Marchent amb guió de Santiago Moncada.

## Sinopsi
Manuela i Juan, un jove matrimoni que porta quatre anys casats, viuen en un cortijo sevillà luxós on els agrada practicar els més variats jocs sexuals i en els que els acompanya Maria, la secretària de Juan. Maria és una antiga monja que fou professora de Manuela en un col·legi de l'Orde dels Carmelites, però que va decidir no renovar els vots. Un temps després se'ls uneix en els jocs Luis, un antic amant de Manuela abans de casar-se. Manuela li confessa la seva identitat a Juan, però ell no li dona gaire importància. Però per una sèrie de circumstàncies Manuela i Luis es queden sols al cortijo. L'endemà passa una cosa terrible.

## Repartiment
- Carmen Albéniz	...	Bailarina
- Juan Luis Galiardo...	Juan
- Enrique Giménez 'El Cojo'
- Charo López...	María
- Alfredo Mayo	 ...	Ricardo
- Agustín Navarro...	Jardiner
- Fernando Nogueras ... Comissari
- Maria Perschy 	...	Mare Superiora
- Víctor Valverde...	Luis
- Didi Sherman 	...	Manuela

## Premi
Charo López va rebre el premi a la millor actriu principal als Premis del Sindicat Nacional de l'Espectacle de 1976.